# 이 여자가 사는 법
《이 여자가 사는 법》은 1994년 10월 8일부터 1995년 5월 13일까지 방영된 SBS 주말극장으로, 다양한 유형과 여러 세대의 여자들이 이 시대를 살아가는 모습을 그렸으나 캐스팅 문제 때문에 어려움을 겪었는데 최수종이 젊은 남자 주인공 물망에 올랐지만 SBS가 당시 '로컬채널'이란 약점을 가졌던 탓인지 고사했다.

## 등장 인물
- 이효춘 : 유순애 역
- 한혜숙 : 배신자 역
- 박정수 : 안우정 역
- 박원숙 : 안우숙 역
- 백일섭 : 진무섭 역
- 유인촌 : 진이중 역
- 이영하 : 고동민 역
- 최수지 : 유강애 역
- 홍학표 : 모난수 역
- 김원희 : 최윤나 역
- 김영철 : 오 박사 역
- 故 한경선 : 한가희 역
- 심양홍
- 정하완
- 장혜숙
- 고승연
- 옥승일
- 오아랑
- 민경조
- 임정하
- 이근희

## 편성 변경
- 1995년 5월 13일 : 2회 연속 방영

## 참고 사항
- 김원희(최윤나 역)는 해당 드라마 때문에 SBS <사랑은 블루> 캐스팅 제의를 고사했으며 당시 김원희 자리에는 전도연이 대신 들어갔다. 전도연은 <이 여자가 사는 법> 전작인 <사랑의 향기> 출연진[2]에 속했다.
- 배경음악이 일본음악을 표절했다는 지적이 있었다.[3]
- 건전한 가족관계를 파괴하는 인물 설정과 황당무계한 구성, 바른 언어생활을 저해하는 대사, 특정 직접을 비하하는 묘사 때문에[4] 1995년 최악의 TV 프로그램 드라마 부문 1위에 선정되는 불명예를 안아야 했다.
- 작위적인 설정, 파국적인 내용 전개, 극단적인 대사 등으로 비난을 받았다.[5]
- 순애 역의 이효춘이 가재도구를 때려부수는 장면이 5분여에 걸쳐 방영되어 논란이 일었다.[6]
- 방송분과위 모니터팀은 31일 금연의 날을 맞아 올해의 흡연탤런트 1위로 한혜숙을 선정하였다.[7]